# 先驅植物
先驅植物是指在原來完全沒有植物的地區，例如裸岩、崩塌地、被大火焚毀的林地、過度開墾後的棄耕土地上，由地衣、苔蘚、草本植物先行侵入形成的植物群落。在裸岩、崩塌地等没有土壤条件的地區生长的先驅植物一般是低等植物，多能耐干旱和贫瘠等条件。在有土壤的環境下的先驅植物一般是陽生草本植物。隨著時間推移，先驅植物所形成的群落會慢慢被更加高等的植物群落取代。